# 和美李安人墓
和美李安人墓，位於臺灣彰化縣和美鎮面前里，乾隆二十四年（1759年）建，墓主李肅惠為文淵閣大學士李光地之女、彰化墾首楊志申之母，列縣定古蹟。

## 歷史

### 由來

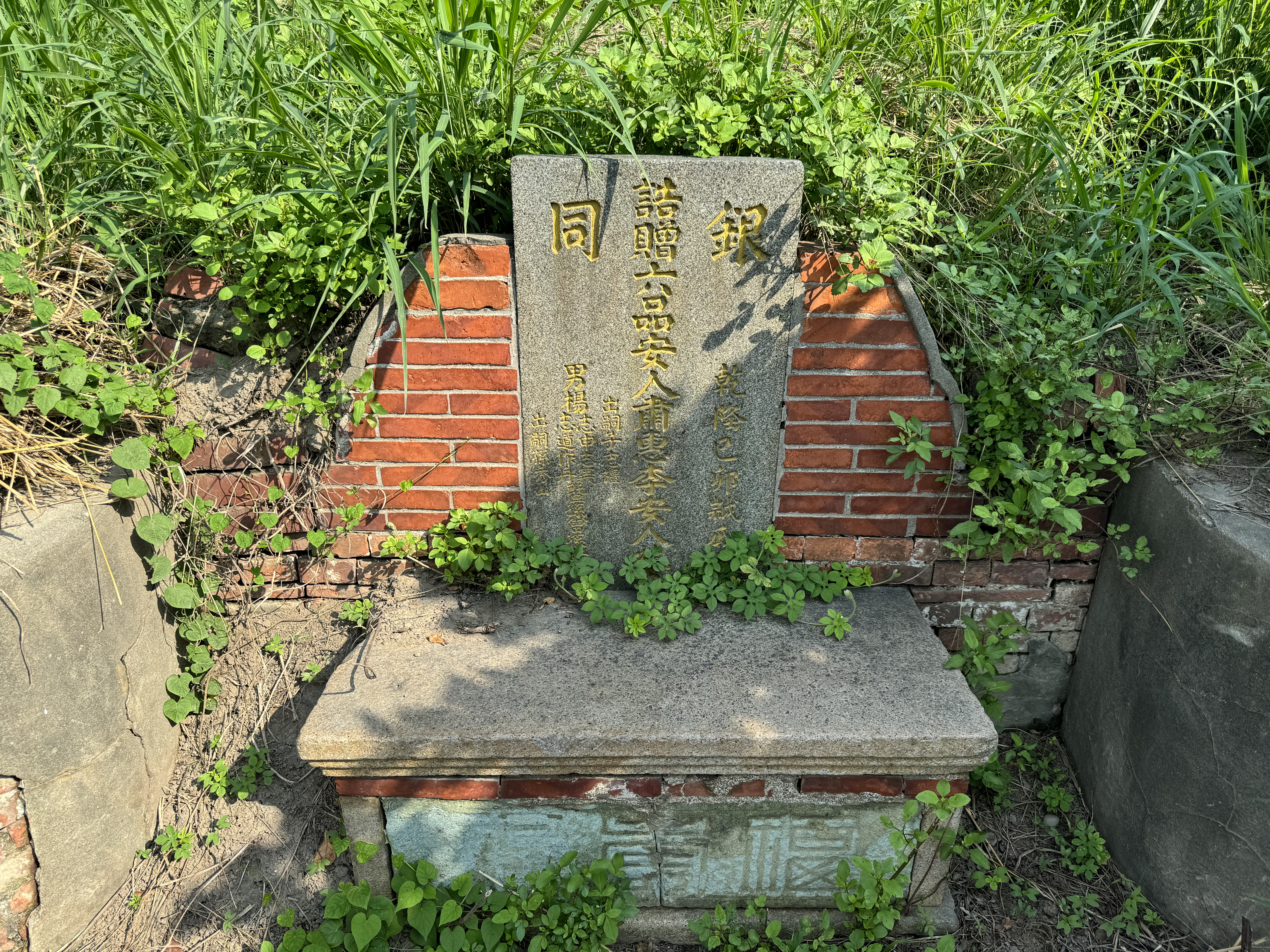
墓碑

內閣大學士李光地之女李肅惠與楊國暢結婚，起初定居於臺灣臺南。李肅惠育有楊志申、楊志義、楊志道、楊作舟等子。之後，李肅惠等一家子住到彰化線西下犁。其中兒子楊志申至乾隆年間，陸續開墾八卦台地而富甲一方。林爽文事件後，李肅惠之孫楊振文因立功，李肅惠便被誥命六品安人。
乾隆己卯年（1759年）農曆七月，李肅惠安葬在今日的和美鎮面前里和光路巷弄附近，墓地占地一甲三分。墓身為傳統的閩南墓葬，座西朝東，中央主碑，左右肩石夾之，兩側紅磚砌。墓碑記載「誥贈六品安人肅惠李安人塋」。碑前置著刻寫「福祿壽」石墓桌、一對唐山石石獅。
距離墓身50公尺處，有唐山石的石望柱。當地傳說此對石望柱是為鎮壓一隻野獸而立，但立下後造成蕃雅溝排水溝渠流出紅水數天。

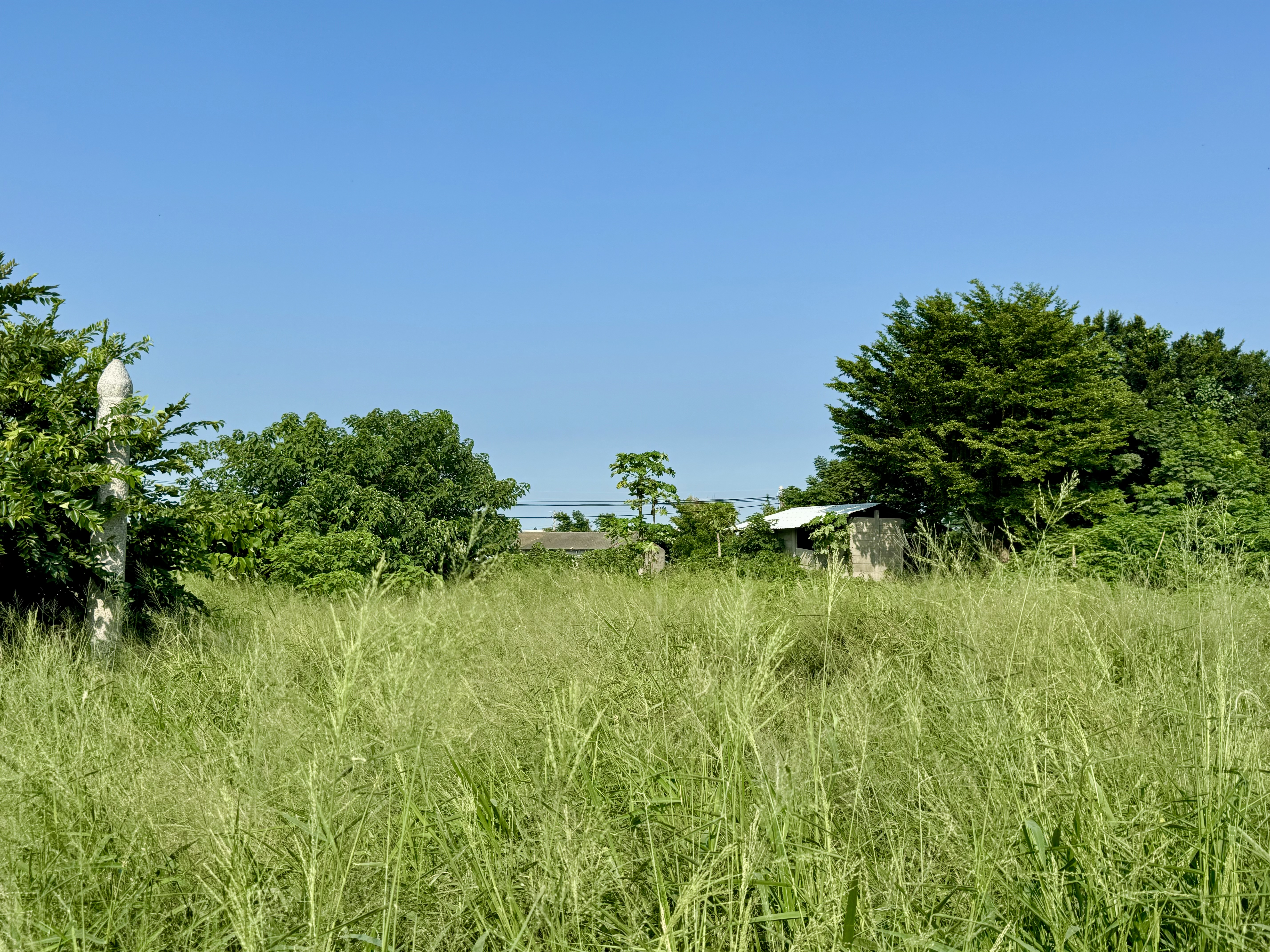
石望柱與和遠處守墓人屋子

### 維護
據當地耆老轉述，二十世紀初楊家後代還會在家丁陪同下前來，以紅龜粿、炮燭作祭祀。後來楊家往外地居住，委由一名長工看管和美李安人墓。隨著時代變遷，一座養牛堆肥場建立在墓地東北側，其排泄物會從墓埕前流過再至農用溝渠。1998年報導時，墓園已雜草叢生、作為耕種地。
2017年12月22日，彰化縣政府有形文化資產審議委員通過將和美李安人墓列為縣定古蹟。彰化縣政府文化局也曾發函管理的楊志申祭祀公業，以共商修復再利用計畫。